# Sonates d'église de Wolfgang Amadeus Mozart
Wolfgang Amadeus Mozart a composé dix-sept sonates d'église (sonate da chiesa) entre 1772 et 1780. Il s'agit de pièces brèves en un seul mouvement conçues pour être interprétées durant la célébration de la messe entre l'épître et l'évangile (d'où le nom qu'on leur attribue parfois : sonates de l'épître). Trois des sonates (K 263, 278/271e et 329/317a) sont écrites pour un effectif plus orchestral, qui comprend des hautbois, cors, trompettes et timbales, alors que les autres sont écrites pour orgue et cordes (sans les altos). Dans huit des sonates, l'orgue a une partie de solo obbligato (K 224/241a, 225/241b, 244, 245, 263, 328/317c, 329/317a et 336/336d), alors que dans les neuf autres, l'orgue joue uniquement la basse continue.
Après le départ de Mozart de Salzbourg, l'archevêque a demandé qu'à la place de ces sonates d'église, soit chanté un motet ou un choral. Les sonates d'église sont alors tombées dans l'oubli.

## Les sonates
- Sonate d'église no 1 en mi bémol majeur K. 67/K. 41h (1772)
- Sonate d'église no 2 en si bémol majeur K. 68/K. 41i (1772)
- Sonate d'église no 3 en ré majeur K. 69/K. 41k (1772)
- Sonate d'église no 4 en ré majeur, K. 144/K. 124a (1774)
- Sonate d'église no 5 en fa majeur, K. 145/K. 124b (1774)
- Sonate d'église no 6 en si bémol majeur, K. 212 (1775)
- Sonate d'église no 7 en fa majeur, K. 224/K. 241a (1776)
- Sonate d'église no 8 en la majeur, K. 225/K. 241b (1776)
- Sonate d'église no 9 en sol majeur, K. 241 (1776)
- Sonate d'église no 10 en fa majeur, K. 244 (1776)
- Sonate d'église no 11 en ré majeur, K. 245 (1776)
- Sonate d'église no 12 en do majeur, K. 263 (1776)
- Sonate d'église no 13 en sol majeur, K. 274/K. 271d (1777)
- Sonate d'église no 14 en do majeur, K. 278/K. 271e (1777)
- Sonate d'église no 15 en do majeur, K. 328/K. 317c (1779)
- Sonate d'église no 16 en do majeur, K. 329/K. 317a (1779)
- Sonate d'église no 17 en do majeur, K. 336/K. 336d (1780)

De plus, Mozart a commencé à composer deux autres sonates d'église : le début d'une sonate en ré majeur K. Anh. 65a (3 mesures écrites) et un fragment d'une sonate en do majeur K. 124c (quelques mesures), mais ne les a pas terminées.

## Discographie
Pour l'enregistrement complet des Sonates d'Église de Wolfgang Amadeus Mozart, l'orchestre Concilium musicum Wien a reçu le Prix d'interprétation Mozart « Flötenuhr » de la Communauté Mozart de Vienne et de la Ville de Vienne. 